# Zasada zachowania ładunku
Zasada zachowania ładunku – prawo zachowania dotyczące ładunku elektrycznego, stwierdzające, że ładunek elektryczny nie może być ani utworzony, ani zniszczony.
Zasadę można sformułować na kilka sposobów
W izolowanym układzie ciał całkowity ładunek elektryczny, czyli suma algebraiczna ładunków dodatnich i ujemnych, nie ulega zmianie
{\displaystyle \left(\sum {q_{i}}\right)_{U,I}={\text{const.}}}
Zmiana ładunku układu może zachodzić tylko na drodze przepływu ładunku
{\displaystyle \Delta {q}=q_{\text{dostarczone}}-q_{\text{oddane}}.}
Potocznie zasada zachowania ładunku znaczy tyle co: ładunek elektryczny jest niezniszczalny; nigdy nie ginie i nie może być stworzony. Ładunki elektryczne mogą się przemieszczać z jednego miejsca w inne, ale nigdy nie biorą się znikąd. Mówimy więc, że ładunek elektryczny jest zachowany. Mimo iż ta definicja dobrze obrazuje samą zasadę, to jednak nie jest ona do końca ścisła, ponieważ, jak współczesne badania wykazały, nie jest prawdą twierdzenie, że ładunki są niezniszczalne i nie można ich wytworzyć. Podczas anihilacji dwie cząstki o przeciwnych ładunkach przestają istnieć zamieniając się na energię pola elektromagnetycznego. Znikają również ich ładunki, ale całkowity ładunek układu (równy 0) pozostaje niezmieniony. Odwrotnie dzieje się w procesie kreacji par (np. proton-antyproton), kiedy powstają dwie cząstki o przeciwnych ładunkach.

## Przykłady i konsekwencje
Jedną z bezpośrednich konsekwencji zasady zachowania ładunku jest pierwsze prawo Kirchhoffa. Może ono być sformułowane w sposób nawiązujący do zasady zachowania ładunku w następujący sposób:
Ilość ładunków wpływających do węzła sieci równa jest ilości ładunków wypływających z tego węzła.

## Zasada zachowania ładunku a symetrie
Zachowanie ładunku elektrycznego wynika z niezmienniczości względem przesunięcia wartości potencjału elektrycznego i wektorowego potencjału magnetycznego (lub inaczej czterowektora potencjału elektromagnetycznego) o wartość związaną z dowolnie dobranym polem skalarnym χ:
{\displaystyle \qquad \quad \phi '=\phi -{\frac {\partial \chi }{\partial t}}\qquad \qquad \mathbf {A} '=\mathbf {A} +\nabla \chi ,}
co w mechanice kwantowej odpowiada zastosowaniu transformacji cechowania funkcji falowej cząstki naładowanej (np. elektronu)
{\displaystyle \psi ({\vec {x}},t)\to \psi '({\vec {x}},t)=\mathrm {e} ^{\mathrm {i} \alpha }\psi ({\vec {x}},t).}
Transformacje {\displaystyle \mathrm {e} ^{\mathrm {i} \alpha }} generowane są przez ciągły kąt {\displaystyle \alpha ,} ich zbiór tworzy prostą grupę Liego jednowymiarowych macierzy unitarnych U(1). Lokalna (gdy kąt {\displaystyle \alpha ({\vec {x}},t)} jest zmienny w czasie i przestrzeni) grupa cechowania U(1) jest przyczyną istnienia fundamentalnego oddziaływania elektromagnetycznego.
Konsekwencją tej niezmienniczości jest bezmasowość fotonu (m=0), fakt, że światło w próżni propaguje się z prędkością fundamentalną c (nazywaną z powodów historycznych prędkością światła w próżni). Następną konsekwencją jest dalekozasięgowość oddziaływania elektromagnetycznego, potencjał
{\displaystyle U(r)={\frac {q_{1}q_{2}}{4\pi \epsilon r}}.}
Zasada zachowania ładunku jest przykładem zasady, która wynika z symetrii różnych od symetrii czasu i przestrzeni.